# Schuckmannsburg
Schuckmannsburg este un oraș din Namibia. În timpul colonizării germane a fost capitala Caprivi Strip.